# Euptychia ernestina
Espèce
 Euptychia ernestina est une  espèce de papillons de la famille des Nymphalidae et de la sous-famille des Satyrinae et du genre Euptychia.

## Dénomination
Euptychia ernestina a été décrit par Gustav Weymer en  1911.

## Biologie

### Plantes hôtes
Les plantes hôtes de sa chenille sont des Selaginella comme pour les autres Euptychia connus.

## Écologie et distribution
Euptychia ernestina est présent au Brésil.

### Protection
Pas de statut de protection particulier